# Sha'ar HaGuemoul
 (décembre 2023).
Si vous disposez d'ouvrages ou d'articles de référence ou si vous connaissez des sites web de qualité traitant du thème abordé ici, merci de compléter l'article en donnant les références utiles à sa vérifiabilité et en les liant à la section « Notes et références ».
Le Sha'ar haguemoul (hébreu : שער הגמול « portail de la rétribution ») est un opuscule philosophique de Moïse Nahmanide. 
Dernier chapitre du Torat Haadam, une monographie sur les lois du deuil, le Sha'ar haguemoul est une réflexion sur l’au-delà, la résurrection et le monde à venir, situés dans le cadre plus large de la doctrine de la rétribution. Il aborde donc également la question de la souffrance, de la tentation et de la théodicée, analysant et prenant parfois le contre-pied de la doctrine de Moïse Maïmonide sur le sujet. Il a pour cette raison été étudié comme un traité indépendant, maintes fois copié et édité.

## Section du monde à venir
Nahmanide critique vivement ceux des écrivains qui veulent rendre l'homme indifférent au plaisir ou à la douleur (c'est ce qu'on retire d'Epicure, par exemple). C'est agir contre la Loi, qui prescrit à l'homme de se réjouir aux jours de joie et de se lamenter aux jours de peine.
Il se gausse également de la prétention de certains philosophes à obtenir une connaissance de l'essence de Dieu et Ses anges, alors que la composition de leurs propres corps est un mystère pour eux
La révélation divine est le guide le plus sûr pour répondre à ces questions. Dieu étant juste dans Son immanence même, il doit y avoir rétribution, récompense ou châtiment, et cette rétribution ne peut avoir lieu que dans le monde à venir, car le « bien » et le « mal » en ce monde sont relatifs et ne durent pas (cf Aristote : la douleur est soit insoutenable, mais de courte durée, soit faible, mais elle dure longtemps).
Outre l'« âme animale » (pas très heureux en Français, quand on sait que le mot « âme » est dérivé d'anima, comme le mot « animal »), dérivée des « Pouvoirs Suprêmes », l'homme possède une âme qui lui est spécifique, et qui est une émanation directe de Dieu, préexistant à la création du monde. Elle se joint sur le plan matériel par le biais de l'homme et, à la mort de celui-ci, retourne à sa source ou pénètre dans la chair d'un autre homme.
C'est dans cette croyance que le lévirat puise sa justification, dont l'enfant issu de cette union hérite non seulement du nom du frère de son père « biologique », mais aussi son âme pour pouvoir continuer son existence sur terre 
(Isaac Abravanel surenchérira en disant que le frère du défunt est le plus à même d'accueillr l'âme du mort le temps qu'elle passe à l'enfant, raison pour laquelle c'est à un frère d'effectuer le lévirat, et non à n'importe quel proche parent.
Source: Commentaire de Genèse 38 :7 et 9, in La Voix de la Thora, Elie Munk, Fondation Samuel et Odette Lévy, édition février 1998.).
La résurrection dont parlent les rabbanim, qui se fera après la venue du Messie, concerne selon Nahmanide le corps, et non l'esprit comme le pense Maïmonide. Nahmanide concilie les deux approches, en disant que le corps physique pourra, par le truchement de l'âme, s'élever à une essence si pure, si proche de l'esprit, qu'il en deviendra éternel.